# Eva Lebedová
Eva Lebedová, rozená Bradová (* 5. dubna 1981), je česká vysokoškolská pedagožka, politoložka a analytička, členka regionálního hnutí ProOlomouc.

## Život
Narodila se v roce 1981 v Přílepech. V mládí v rámci svého magisterského studia vystudovala politologii a evropská studia na Katedře politologie a evropských studií Filozofické fakulty Univerzity Palackého. V roce 2003 se stala členkou České společnosti pro politické vědy, v roce 2015 pak European Consortium for Political Research. K roku 2024 pracovala jako odborná asistentka na své alma mater.
Zaměřuje se na oblasti politické komunikace, volebních kampaní, politického marketingu, české politiky a teorie demokracie. Od roku 2005 je aktivní ve zveřejňování odborných publikací. Na své alma mater zároveň získala doktorský titul. Opakovaně vystupovala v médiích (př. ČT24 či CNN Prima News), kde se vyjadřovala k aktuálním politickým tématům.

## Politické působení
V krajských volbách v roce 2024 kandidovala na 6. místě kandidátní listiny koalice Pirátů a hnutí ProOlomouc s názvem Piráti s podporou ProOlomouc, Společně pro Přerov, Naše Litovelsko a osobností z regionu jako členka hnutí ProOlomouc. Zvolena nebyla, protože se uskupení v zastupitelstvu nepodařilo získat žádný mandát.